# حمام الخستة خانة (بغداد)
حمّام الخستة خانة  أو حمام الخستخانه هو من حمامات بغداد العامة القدديمة ويقع في الرصافة بجانب انبار اللوازم والنادي العسكري وهي الخسته خانه العسكرية. وحمام الخسته خانه كان يقع بين السراي والخسته خانه العسكرية التي هي نادي عسكري الآن وقبل أن تنتقل إلى مستشفى المجيدية (مدينة الطب حالياً).